# Udenheim (gmina)
Udenheim – miejscowość i gmina w Niemczech, w kraju związkowym Nadrenia-Palatynat, w powiecie Alzey-Worms, wchodzi w skład gminy związkowej Wörrstadt.